# Crête de la Marianne
Pour les articles homonymes, voir Marianne (homonymie).
La crête de la Marianne est une crête de l'île de La Réunion, département d'outre-mer français dans le Sud-ouest de l'océan Indien. Partie du massif du Piton des Neiges, elle est située dans la section du cirque naturel de Mafate qui relève de la commune de La Possession. Elle culmine à son extrémité est-sud-est, le Cimendef, sommet qui atteint 2 228 mètres d'altitude.

## Toponymie
Marianne est le nom de la compagne de Cimendef, esclave marron.